# Hernâni Faustino
Hernâni Faustino (* vor 1977) ist ein portugiesischer Jazz- und Improvisationsmusiker (Kontrabass).

## Leben und Wirken
Faustino begann autodidaktisch zunächst als Bassgitarrist seit 1979 in Rockbands zu spielen, u. a. mit der Formation K4 Quadrado Azul, mit der er 1988 den nationalen Wettbewerb des Portugiesischen Jugend-Instituts gewann. Er arbeitete in den folgenden Jahren mit der Theaterkompanie O Olho und schuf Livemusik für ein Theaterstück. In den 1990er-Jahren konzentrierte er sich auf den Kontrabass und spielte in verschiedenen Improvisationsbands, u. a. bis 2008 mit dem Variable Geometry Orchestra unter Leitung von Ernesto Rodrigues. Anschließend gründete er dem Pianisten Rodrigo Pinheiro und dem Schlagzeuger Gabriel Ferrandini das RED Trio, dessen gleichnamiges Debütalbum bei Clean Feed Records erschien.
Außerdem arbeitete Faustino seitdem u. a. mit John Butcher, Nate Wooley, Carlos Zíngaro, Rodrigo Amado, Jon Irabagon, Manuel Mota, Neil Davidson, Mats Gustafsson, Chris Corsano, Rob Mazurek, Taylor Ho Bynum, Harris Eisenstadt, Blaise Siwula, Daniel Carter, Federico Ughi, Floros Floridis und Dennis González. Im Bereich des Jazz war er zwischen 2006 und 2002 an 13 Aufnahmesessions beteiligt. 2021 legte er das Soloalbum Twelve Bass Tunes vor.

## Diskografische Hinweise
- Ernesto Rodrigues, Neil Davidson, Guilherme Rodrigues, Hernâni Faustino: Fower (Creative Sources, 2009)
- Nikolaus Gerszewski: Ordinary Music, Vol. 3 (2009)
- Heddy Boubaker, Hernâni Faustino: Domino Doubles (Re:konstruKt, 2011)
- RED Trio + Nate Wooley: Stem (Clean Feed, 2011)
- Pedro Sousa / Hernâni Faustino: Falaise (Dromos Records, 2012)
- Lotte Anker / Rodrigo Pinheiro / Hernâni Faustino: Birthmark (Clean Feed Records, 2013)
- Jon Irabagon, Hernâni Faustino, Gabriel Ferrandini: Absolute Zero (Not Two Records, 2013)
- Luis Vicente, Rodrigo Pinheiro, Hernâni Faustino, Marco Franco: Clocks and Clouds (2014)
- Gabriel Ferrandini: Volúpias (Clean Feed Records, 2019), mit Pedro Sousa
- José Lencastre, Hernâni Faustino, Vasco Furtado: Forces in Motion (2022)
- Susan Alcorn, José Lencastre, Hernâni Faustino: Manifesto (Clean Feed, 2023)